# Martha Friedländer
Martha Friedländer (* 8. September 1896 in Guben; † 19. Mai 1978 in Bremen) war eine deutsche Pädagogin in der Tradition der Reformpädagogik, Emigrantin und Friedensaktivistin, die sich nach 1945 für den Aufbau eines demokratischen Deutschlands engagierte.

## Ausbildung und erste berufliche Tätigkeiten
Martha Friedländer war die Tochter gehörloser Eltern. Sie schloss 1917 ihre Lehrerinnenausbildung in Görlitz mit einer Lehramtsprüfung ab, die sie zum Unterricht an Lyzeen, Mittelschulen und Volksschulen berechtigte. 1919 erhielt sie hier ihre Festanstellung als Volksschullehrerin. Sie studierte danach Sprachheilkunde und Lippenlesen an der Philosophischen Fakultät der Universität Berlin und an der Berliner Charité und erwarb die Befähigung zum Unterricht an Sprachheil- und Schwerhörigen Schulen sowie zur Behandlung von Sprach- und Stimmstörungen.
Bis 1927 unterrichtete Martha Friedländer mit Unterbrechungen, teilweise wegen Arbeitslosigkeit, als Hilfslehrerin in Görlitz. 1927 bis 1932 konnte sie dort eine städtische Sprachheilsammelklasse für Schulanfänger einrichten und leiten. Von 1930 bis 1932 leitete sie zusätzlich einen vorschulischen Sprachheilkurs. Als 1932 die Sprachheilklassen geschlossen wurden, wurde sie an eine normale staatliche Schule versetzt, sie gab aber weiterhin Privatunterricht für sprachgestörte und schwerhörige Kinder.
Bekannt wurde Martha Friedländer durch Rundfunkvorträge über das sprachkranke Kind im Rahmen der Elternstunde des Zentralinstituts für Erziehung und Unterricht. Als Mitglied der Arbeitsgemeinschaft für Sprachheilpädagogik nahm sie an den Aktivitäten der 1924 von Emil Fröschels gegründeten Internationalen Gesellschaft für Logopädie und Phoniatrie (IALP) teil.
Im Oktober 1933 wurde Martha Friedländer „wegen nicht-arischer Abstammung“ aus dem staatlichen Schuldienst entlassen. Grundlage war das NS-Gesetz zur Wiederherstellung des Berufsbeamtentums vom 7. April 1933.

## Zwischen 1933 und dem Ende des Zweiten Weltkriegs
Neben ihren beruflichen Aktivitäten war Martha Friedländer auch politisch engagiert. Sie war Mitglied in dem 1926 von Leonard Nelson gegründeten Internationalen Sozialistischen Kampfbund (ISK) und seit 1931 auch in den ISK-Unterorganisationen Sozialistischer Lehrerkampfbund sowie später in der Unabhängigen Sozialistische Gewerkschaftsorganisation (USG)  aktiv. Die in diesem politischen Umfeld geknüpften Kontakte begleiteten Martha Friedländer durch die Nazizeit und die Emigration und fanden ihre Fortsetzung in der Zusammenarbeit mit Minna Specht bei der Herausgabe der Kindernöte nach dem Zweiten Weltkrieg.
Martha Friedländer nächste berufliche Station war das 1931 von Gertrud Feiertag gegründete Jüdische Kinder- und Landschulheim Caputh bei Potsdam. Sie unterrichtete hier achtzehn Monate lang in den Jahren 1934/35. Über den Grund ihres Ausscheidens ist nichts bekannt, doch emigrierte sie 1936, nach einer Warnung durch Genossen, dass die Gestapo sie suche, nach Dänemark. Bis 1937 unterrichtete sie auf dem Gutshof Östrupgaard bei Odense auf Fünen, dem dänischen Exil des von Minna Specht gegründeten Landerziehungsheim Walkemühle. Weder über ihre Zeit in Caputh noch die Zeit in Östrupgaard gibt es weitergehende Hinweise, doch waren unter den damaligen Verhältnissen noch existierende jüdische Schulen im Deutschen Reich oder Exilschulen in an Deutschland angrenzenden Ländern oft nur Zwischenstationen auf dem Weg in ein für sicherer erachtetes Exilland wie England oder die USA.
Zur Zeit von Martha Friedländers Weggang von Östrupgaard, dürften aber auch dort schon Überlegungen für einen Weggang aus Dänemark existiert haben, denn 1937 wurden für einen Neuanfang der Walkemühle in Großbritannien schon konkrete Schritte unternommen, allerdings in Wales. Martha Friedländer emigrierte nach England, ging aber nicht nach Wales, sondern blieb in Kent und unterrichtete ein Jahr lang an der Boarding School „Carmelcourt“ in Birchington-on-Sea. Camelcourt war der Landsitz von Herbert Bentwich, der diesen Namen für sein Anwesen in Anspielung auf den Berg Carmel gewählt hatte. Seine Tochter Naomi, Schwester von Norman Bentwich und verheiratete Birnberg, gründete hier 1936 eine Schule: „1936, inzwischen Mutter von zwei kleinen Jungen, wurde ihr ihr Ehrgeiz zu unterrichten bewusst, und sie gründete im Ferienhaus ihrer Kindheit in Birchington, in der Nähe der Küste Nordkents, die Carmelcourt School, eine vegetarische Grundschule. Schulabsolventen erinnern sich an Naomi als exzentrische, aber inspirierende Lehrerin, die barfuß im Garten den Eurythmikunterricht erteilte oder den Kindern unter einem Apfelbaum ‚zum besseren Verstehen des Feindes‛ Passagen aus Mein Kampf vorlas.“
Martha Friedländer scheint Naomi Birnbergs Exzentrik nicht gestört zu haben, denn sie blieb ihr während ihrer gesamten Exilzeit über eng verbunden, wie aus einem Brief an Werner Milch vom 1. Juni 1946 hervorgeht: „Meine Adresse ab Dienstag ist: c/o Mrs. Bentwich-Birnberg, Carmelcourt, Birchington, Kent.“ Es war wohl Martha Friedländers Abschiedsbesuch bei Naomi Birnberg, denn am 27. August 1946 verließ Martha Friedländer England und zog nach Bremen.
Carmel Court spielte offenbar auch in Minna Spechts Überlegungen für einen Exilort nach Dänemark eine Rolle, bevor sie sich für das eher proletarischere Milieu in Wales entschied: „Vorübergehend hatte Minna Specht an ein Zusammengehen mit einer jüdischen Schule in England gedacht, an der Hedwig Urbann und Martha Friedländer eine Zeitlang tätig waren.“ Hedwig Urbann war, wie Martha Friedländer, langjähriges ISK-Mitglied. Im Landerziehungsheim Walkemühle war sie als Köchin und Hauswirtschafterin tätig.
Martha Friedländers Antrag auf Zulassung zur englischen Ausbildung als „teacher of lip-reading“ wurde vom Institute for the Deaf abgelehnt, weil sie Ausländerin war. Sie half ehrenamtlich in der Sprachklinik des Londoner Kinderkrankenhauses, Great Ormond Street und in den Lippenleseklassen des National Institute for the Deaf, Gowerstreet. Um ihren Lebensunterhalt zu sichern, arbeitete sie für Kost und Logis und 1 Pfund pro Woche im Haushalt. 1942–1944 wirkte sie als Erzieherin in Wartime Nurseries (Kriegskindergärten) des County Council Hertfordshire und ab 1944 als Lehrerin an einer Infant School in London, Leyton E10. Am 13. Januar 1946 teilte sie Werner Milch mit, dass sie ihre Arbeit dort am 1. Februar 1946 beenden werde.
In London hatten 1943 Fritz Borinski, Minna Specht und Werner Milch zusammen mit englischen Freunden das German Educational Reconstruction Committee (GER) gegründet, um Vorschläge für die Neugestaltung der Erziehung im Nachkriegsdeutschland auszuarbeiten. Martha Friedländer beteiligte sich aktiv an der Arbeit des GER auch über das Kriegsende hinaus. Wie ihre in der IoE-Library in London archivierten Briefe an Werner Milch zeigen (siehe „Quellen“), war sie seit 1944 aktiv an den redaktionellen und praktischen Arbeiten zur Herausgabe der vom GER konzipierten Lesebogen beteiligt. Bei diesen Lesebogen handelte es sich um Auszüge und Nacherzählungen klassischer und moderner Literatur für den Unterricht im Nachkriegsdeutschland.
Am 22. Juli 1945 teilte Martha Friedländer Werner Milch und dessen Frau mit, dass sie sich nach längerem Zögern entschlossen habe, „wieder in die Sonderschularbeit zu gehen, für die ja grosser Bedarf in D.[Deutschland] sein wird“. Dem Brief lag eine in den Dokumenten nicht enthaltene Bewerbung bei, die sie auf Anraten von Minna Specht verfasst hatte und die offensichtlich dem Ziel dienen sollte, auf die GER-Liste der für die Rückkehr nach Deutschland geeigneten Personen gesetzt zu werden. In dem Zusammenhang stand wohl auch ihre Anmeldung für einen „Kurzkurs für Lehrer“, die sie Mitte November 1945 den Milchs übermittelte.
In einem Brief vom 13. Januar 1946 lässt Martha Friedländer die „lieben Milchs“ wissen, dass sie einen Aufsatz für eine deutsche Zeitung geschrieben habe und schlägt vor, diesen solle auch in den „Mitteilungsblättern“ des GER zu veröffentlicht. Den Titel ihres Aufsatzes und den Namen der deutschen Zeitung erwähnt sie leider nicht. Der Brief enthält aber noch einen Zusatz, der über ihre weiteren Pläne Auskunft gibt: „Übrigens sollten Sie doch auch wissen, dass ich am 1. 2. in der Schule aufhöre, um in den nächsten Monaten hier im Lande noch einiges zu lernen.“ Am 21. März 1946 informiert sie Milch darüber, dass sie am 1. April mit ihrer Vorbereitungsarbeit für die Sprachheilkunde anfangen werde und die Arbeit an den Lesebogen zuvor abschließen möchte. Wie die Briefe im IoE-Archiv zeigen, hat sie aber auch in der Nachkriegszeit, jetzt von Bremen aus, sich noch um das Erscheinen der Lesebogen gekümmert.
Mitte bis Ende Mai 1946 schreibt sie abermals an Werner Milch und lässt dabei erstmal konkrete Pläne hinsichtlich ihrer zukünftigen Arbeit in Deutschland erkennen: „Meine Sache in Bremen scheint nun vorwärts zu ghen nach dem, was Grete schreibt. Von meinem Kollegen in Hamburg hörte ich wieder. Er schreibt über die Wichtigkeit, dass jemand in Bremen die Arbeit übernimmt, mit der er Verbindung hat; die Arbeit sei nach dem Tod des Schulleiters verwaist. Übrigens schrieb er auch, dass Bremen nun der brit. Zone angegliedert sei.“
Der 27. August 1946 ist der Tag von Martha Friedländers Abreise aus dem englischen Exil.

## Rückkehr nach Deutschland
Wie es sich in den zuvor zitierten Briefen Martha Friedländers an Werner Milch schon angedeutet hat, hatte sie Bremen als neuen Wirkungsstätte im Anschluss an das Exil auserkoren. Die Stadt galt in der Zeit nach dem Zweiten Weltkrieg „als dasjenige Bundesland, das die Vorstellungen der US-Bildungsplaner für die Neugestaltung des deutschen Schulwesens weitgehend umsetzte“, und Martha Friedländer, wie auch einige andere ehemalige ISK-Mitglieder, spielten dabei eine wichtige Rolle.
Martha Friedländer unterrichtete ab September 1946 in Bremen an der Schwerhörigen- und Sprachheilschule; im November 1947 wurde ihr die Leitung der Schule übertragen. Sie reformierte den Unterricht, bildete Erzieher und Lehrer aus, besuchte Kongresse in Österreich, der Schweiz, den Niederlanden, in England, Dänemark und Schweden, um die abgerissenen Kontakte zu den ausländischen Sprachheilschulen neu zu knüpfen. In einem Aufsatz aus dem Jahre 1960 zitiert sie Minna Specht: „Unter den mannigfachen Zielen, die der Erziehung von jeher gestellt worden sind, steht heute bei allen fortschrittlichen Pädagogen die Beachtung zweier Aufgaben im Vordergrund: das Recht des Kindes auf die Entfaltung seiner lebenstüchtigen körperlichen, geistigen und seelischen Kräfte und die Anforderung der demokratischen Gesellschaft, Menschen heranzubilden, die als künftige Bürger die politischen Maßnahmen durch ihre Gesinnung und Tatbereitschaft stützen.“ Dieses Zitat steckt den Rahmen ab für ihr Engagement für hörgeschädigte Kinder. Gestützt auf die Arbeiten von Alexander William Gordon Ewing und Irena Rosetta Ewing aus Machester und die noch junge Wissenschaft der Pädoaudiologie kämpfte sie für eine „Frühdiagnose und Früherziehung tauber und hörrestiger Kinder“, um ihnen die gleichen Lebenschancen zu eröffnen wie anderen Kindern auch. Vorbilder für sie waren englische und skandinavische Beratungseinrichtungen für hörgeschädigte Kinder und deren Eltern, aber auch erste Einrichtungen, die Ende der 1950er Jahre in Deutschland entstanden waren, so das von Armin Löwe geleitete Zentrum für Eltern gehörgeschädigter Kinder in Heidelberg. Sie pochte auf das Recht auf Erziehung für das hörgeschädigte Kind und war sich sicher: „Neuere Fortschritte in Wissenschaft und Technik ermöglichen einer viel größeren Zahl von hörgeschädigten Kindern die Entfaltung ihrer Kräfte.“
Leicht gefallen ist Martha Friedländer indes der Neubeginn in Bremen nicht, wie das Zitat aus einem Brief vom 27. April 1947 an Werner Milch zeigt:„Manchmal wünschte ich auch, dieses Jahr nochmal nach L.[ondon] fahren zu können. Aber es ist da in mir ein Streit der Gefühle, denn andererseits möchte ich erst noch mehr wieder hier verwurzeln. Bei vielen Arbeiten merke ich doch, dass neben dem Vorteil des Draussengewesenseins auch der Nachteil des Neuanfangs steht.“ Parallel zu diesem Gefühl der Entwurzelung und dem Bemühen, dies zu überwinden, läuft der Kampf gegen die Not, die die tägliche Arbeit belastet. Papier, ist Mangelware, Bücher ebenso, und es fehlen die notwendigsten Utensilien für den Unterricht. Und nur wenige Tage später am 5. Mai 1947 schreibt sie: „Bremen liegt sehr weit ab für vieles, was erscheint. Es ist auch immer noch so wie Minna [Specht] uns nach ihrer Besuchsreise vor 15 Monaten schrieb, kein Ort und Land weiss viel von dem, was wo anders geschieht.“
Martha Friedländers Aufmerksamkeit galt in dieser Zeit nicht nur hörgeschädigten Kindern und deren Eltern. Sie setzte sich weiterhin für die Lesebgogen ein, suchte für diese um Unterstützung durch politische Gremien nach und war eingebunden in Lizenz- und Herstellungsverhandlungen mit Verlagen. Zugleich war sie pikiert über eine in der Times wiedergegebene Rede von Sydney H. Wood, in der dieser von „90 reading sheets being prepared“ gesprochen habe. Sie hielt das für eine enorme Übertreibung. Wie viele Lesebogen tatsächlich erstellt wurden, muss offen bleiben.

Ein weiterer Schwerpunkt der Arbeit von Martha Friedländer war die Reihe Kindernöte, die von ihr und Minna Specht herausgegebenen wurde. Mit diesen pädagogischen Heften wollten sie Eltern eine Hilfe bei der Kindererziehung an die Hand geben. Die Kindernöte waren ein Gegengewicht gegen die das NS-Regime überdauerten autoritären Erziehungsvorstellungen. Sie setzten „auf eine auf Liebe und Selbstwertgefühl aufbauende Erziehung. Sie wurde im Zeichen der angloamerikanischen Reeducation von Bremer Reformpädagoginnen wie Marianne Lebek, Martha Friedländer und Eva Seligmann publiziert“.

„In den einzelnen, durchschnittlich etwa zwölfseitigen Heftchen widmet sieh jeweils eine Autorin oder ein Autor einem Thema: In Heft 2 geht es beispielsweise um die Frage ‚Warum stottert mein Kind'?‘ (Friedländer 1950), in Heft 16 wird untersucht, ob die Prügelstrafe ihren Zweck erreicht (Burger 1951), Heft 26 fragt ‚Woher kommt die Angst‘ (H. E. Richter 1954) und in Heft 13 wird zusammengestellt ‚Was Kinder sieh von Erwachsenen wünschen‘ (Dietrich 1951). Besprochen werden aber auch wichtige Entwicklungsaspekte wie Sprechen und Lesen lernen (H. 10: Bang 1956; H. 25: Mottier 1954) oder die Bedeutung des Spielens (H. 33: Dietrich 1956). Wie es Kindern von berufstätigen Müttern ergeht, erörtern die Hefte 31 und 41 (Pausewang 1956, 1957). Das Themenheft ‚Rowdys und Tugendbolde‘ untersucht die Ursachen hinter dem Verhalten solcher ‚Sorgenkinder‘ (H. 34: Bang 1956) - soweit eine exemplarische Auskunft über das Themenspektrum der ‚Kindernöte‘, das sich über unterschiedliche Lebensalter und Lebensbereiche der Kinder und Jugendlichen erstreckt. Insgesamt erschienen zwischen vermutlich 1949 und 1958 im ‚Verlag Öffentliches Leben Frankfurt‘ 42 Heftchen, die 1950/51, 1955 und 1958 auch als Sammelbände mit jeweils 14 Artikeln auf den Markt kamen.“

Die neben den beiden Herausgeberinnen 32 Autorinnen und Autoren, die Artikel für die Kindernöte schrieben, waren Erziehungsberaterinnen, Ärztinnen, Psychologinnen und (Heil-)Pädagoginnen, so zum Beispiel Ruth Bang, Annette Baudert, Elisabeth Burger, Theo Dietrich, Maria Guggemos, Rudolf Haarstrick, Grete Mottier, Natalie Oettli, Elfriede Pausewang, Horst Eberhard Richter, Eva Seligmann, Kurt Seelmann, Gerdhild von Staabs und Elfried Wietrzychowski-Hertel. Interessant ist aber auch der Verlag Öffentliches Leben, in dem die Kindernöte erschienen sind. Seine Autorinnen und Autoren kamen zu einem Großteil aus dem ISK, nicht zuletzt seine Leiterin, Hanna Bertholet, geborene Grust, und nach erster Ehe Hanna Fortmüller (* 24. Januar 1901 in Hannover – † 14. Juli 1970 in Brasilien). Sie war IJB- und ISK-Mitglied, Schülerin der Erwachsenenabteilung des Landerziehungsheims Walkemühle und Mitarbeiterin in der Verlagsleitung des ISK-Organs Der Funke. Im Exil lebte sie in Frankreich und in der Schweiz und war dort politisch und in der Hilfe für Opfer des Faschismus tätig. 1946 kehrte sie nach Deutschland zurück und wurde Leiterin der Verlage Öffentliches Leben und Europäische Verlagsanstalt.
Nach dem Ende des Zweiten Weltkrieges löste sich der ISK im Dezember 1945 auf. Ein Teil der ISK-Mitglieder, zu denen auch Martha Friedländer gehörte, trat in die SPD ein. Vorausgegangen waren entsprechende Verhandlungen zwischen dem Leiter des ISK, Willi Eichler, und Kurt Schumacher für die SPD. Martha Friedländer wurde in der Gewerkschaft Erziehung und Wissenschaft (GEW) aktiv und arbeitete in der Arbeiterwohlfahrt (AWO) mit. Sie trat der Gesellschaft für Seelische Gesundheit in der Frühen Kindheit bei dem deutschen Zweig der World Association for Infant Mental Health. Ihre Vorbilder waren Elisabeth Rotten – eine Reformpädagogin und Friedensaktivistin, die die Deutsche Liga für Menschenrechte und zusammen mit Jean Piaget die Schweizer Montessori-Gesellschaft mitgegründet hatte – sowie Mimi Scheiblauer, die in der Schweiz behinderten und vernachlässigten Kindern mit einer von ihr entwickelten rhythmisch-musikalischen Therapie helfen konnte, und Janusz Korczak, Arzt und Leiter des jüdischen Waisenhauses in Warschau, der 1942, als im Rahmen der „Endlösung der Judenfrage“ auch die 200 Kinder seines Waisenhauses in das Vernichtungslager Treblinka abtransportiert wurden, diese begleitete.
Martha Friedländer besuchte Israel, trat für eine Versöhnung zwischen Arabern und Israelis ein und bemühte sich besonders um Hilfe für die Kinder. In Bremen schloss sie sich den Quäkern an und beteiligte sich an der Quäkerhilfe für Algerien während des algerischen Unabhängigkeitskrieges. Im April 1959 ging sie 63-jährig in den Ruhestand. Eine tiefe Freundschaft verband sie mit Anna Krüger, mit der sie spätestens seit 1954 zusammenwohnte. Anna Krüger pflegte Martha Friedländer während ihrer schweren Erkrankung. Martha Friedländer starb im Alter von 82 Jahren.

## Schwieriges Gedenken
Martha Friedländer war eine sehr engagierte Pädagogin. Ihrer Initiative ist es mit zu verdanken, dass die Schüler der Schwerhörigen- und Sprachheilschule 1959 in die neuerrichtete Schule an der Marcusallee. Förderzentrum für Hören und Kommunikation umziehen konnten, wo sie in einer schönen Umgebung lernen konnten. 1962 wurde sie für ihre Arbeit für Gehör- und Sprachgeschädigte von der Arbeitsgemeinschaft für Sprachheilpädagogik in  Deutschland, der Vorläuferin der heutigen Deutschen Gesellschaft für Sprachheilpädagogik e.V. (dgs) zu deren Ehrenmitglied ernannt. Diese Ehrung ging auf Klaus Ortgies zurück, ihren Nachfolger als Schulleiter der Schule an der Marcusallee, und sollte Martha Friedländer ehren für ihr „Dienen und Helfen am sprachleidenden Kind in Beratung, Ambulanz und Schule, in Reden,Schriften, Rundfunk- und Fernsehsendungen“.
Liest man dagegen die 1977 von Klaus Ortgies mitverfasste Geschichte der Bremer Gehörgeschädigtenbildung, kann man leicht den Eindruck gewinnen, dass die Verdienste Martha Friedländers systematisch heruntergespielt werden sollten. Sie findet in dem Aufsatz nur noch nebenbei als Vorgängerin von Ortgies Erwähnung, während für die „fruchtbare Arbeit an dieser Schule bis zum Jahre 1959“ auf drei Männer als „Pioniere der bremischen Schwerhörigenbildung“ verwiesen wird, die „mit ihrer unermüdlichen Arbeit in der Schule […] Hervorragendes geleistet“ hätten.
Diese Ausgrenzung setzte sich fort. Am 16. August 2012 stellte die SPD-Fraktion im Beirat Bremen-Schwachhausen den Antrag, eine kleine neue Straße in Schwachhausen nach Martha Friedländer zu benennen, weil diese „sich Zeit ihres Lebens für Kinder und Bildung eingesetzt“ habe und in Bremen Leiterin der schwerhörigen- und Sprachheilschule gewesen sei. Dieser Antrag fand in der Beiratssitzung des Fachausschusses „Bau, Stadtentwicklung, Umwelt und Energie“ am 11. Oktober 2012 keine Mehrheit. Angenommen wurden stattdessen zwei männliche Namensvorschläge, obwohl ein Beschluss des Bremer Senats festlegt, dass bei der Neubenennung von Straßen und Plätzen Frauennamen vorrangig zu berücksichtigen seien.

## Publikationen
- Der Ursprung der GER-Lesebogen, in: Hildegard Feidel-Mertz: Pädagogik im Exil nach 1933. Erziehung zum Überleben. Bilder einer Ausstellung. dipa-Verlag, Frankfurt am Main, 1990, ISBN 3-7638-0520-6, S. 239–241. Feidel-Mertz hat diesem Text die folgende Anmerkung hinzugefügt: „Vorgetragen auf der Verleger- und Schulbuch-Ausschuß-Konferenz in Bünde am 22.11. 1946 von Martha Friedländer.“ Das erweckt den Eindruck, als sei Martha Friedländer auch die Autorin dieses Textes gewesen. Waltraud Strickhausen geht dagegen davon aus, dass dieser Text vermutlich von Werner Milch stammt und verweist auf die Dokumentenbezeichnung im G.E.R.-Archiv des London Institute of Education: „The Secretary (GER): Der Ursprung der GER-Lesebogen. Vorgetragen auf der Verleger- und Schulbuch-Ausschuss-Konferenz in Bünde am 22.11.1946 von Martha Friedländer. In GER, Dokument Nr. 1278/1 und 2.“[37] Die bereits mehrfach zitierte Korrespondenz Martha Friedländers im Zusammenhang mit den Lesebogen[38] enthält keinerlei Hinweise auf diesen Vortrag, noch auf Martha Friedländers Teilnahme an dieser Veranstaltung drei Monate nach ihrer Rückkehr nach Deutschland. Zweifel sind auch deshalb angebracht, weil ihr Werner Milch am 8. August 1946, also kurz vor ihrer Abreise aus England, mitgeteilt habe, dass der GER Richard Schmidt (Göttingen) eine Vollmacht des GER erteilt habe für die Verhandlungen um die Lesebogen.[39] Bei Richard Schmidt (1884–1966) handelte es sich um den Inhaber der Buchhandlung Robert Peppmüller in Göttingen, der langjähriges ISK-Mitglied war, dann nach dem Krieg SPD-Mitglied und Mitbegründer der Philosophisch-Politischen Akademie.[40]
- Einen umfassenden Überblick über die von Minna Specht und Martha Friedländer herausgegebene Reihe Kindernöte gibt es im Bestandskatalog der Deutschen Nationalbibliothek: Die Reihe Kindernöte im Katalog der DNB. Von Martha Friedländer sind dort als eigene Publikationen ausgewiesen:
  - Warum stottert mein Kind?, Verlag Öffentliches Leben, Hamburg, 1950.
- Hilf dem Stotterer! Ratschläge für die Eltern eines stotternden Kindes, Arbeitsgemeinschaft für Schulgesundheitspflege Bremen und Arbeitsgemeinschaft für Sprachheilpädagogik in Deutschland e.V., Hamburg-Altona, 1955.
- Erzieherische Hilfe für das hörgeschädigte Kind, in: Hellmut Becker, Willi Eichler, Gustav Heckmann (Hg.): Erziehung un Politik. Minna Specht zu ihrem 80. Geburtstag, Verlag Öffentliches Leben, Frankfurt am Main, 1960, S. 250–260.